# René Lalou (écrivain)
Pour les articles homonymes, voir René Lalou et Lalou.
Réné Lalou (Boulogne-sur-Mer, 3 septembre 1889 - Paris 6e, 19 novembre 1960) est un agrégé d'anglais, enseignant, écrivain et critique littéraire français.

## Biographie
Agrégé d'anglais, il enseigne aux lycées d'Oran, de Beauvais, au lycée Lakanal et au lycée Henri-IV à Paris. Il écrit quelques biographies littéraires et traduit avec son épouse Christine Lalou (née Reymond) des textes de l'anglais (Shakespeare, Poe, Keats...). Il contribue à la Revue des Vivants dans les années 1930. Durant l'Occupation, il collabore à l'organe clandestin du Front patriotique de la jeunesse parisienne Gavroche, fondé par Marcel Bidoux, dont il sera un moment directeur de la publication et qui se poursuivra après la Libération sous la forme d'une revue culturelle socialiste.

## Quelques publications
- Histoire de la littérature française contemporaine, 1922.
- Le chef, confession lyrique, 1923.
- Défense de l'homme : intelligence et sensualité, 1926.
- Panorama de la littérature anglaise contemporaine, 1926.
- Vers une alchimie lyrique : Sainte Beuve, Aloysius Bertrand, Gérard de Nerval, Baudelaire, 1927.
- André Gide, 1928.
- Saül d'Israël, 1929.
- Roger Martin du Gard, 1930?
- Prosateurs romantiques, 1930.
- Le clavecin non tempéré, 1933.
- Le roman français depuis 1900, 1941.
- Les étapes de la poésie française, 1942.
- Maurice Barrès, 1950.
- Le théâtre en France depuis 1900, 1951.